# Pauline Haughton
Pauline Haughton (1964) es una deportista británica que compitió en halterofilia.
Ganó una medalla de bronce en el Campeonato Mundial de Halterofilia de 1990 y dos medallas en el Campeonato Europeo de Halterofilia, oro en 1988 y plata en 1990.

## Palmarés internacional
| Campeonato Mundial | Campeonato Mundial              | Campeonato Mundial | Campeonato Mundial |
| Año                | Lugar                           | Medalla            | Categoría          |
| ------------------ | ------------------------------- | ------------------ | ------------------ |
| 1990               | Sarajevo (Yugoslavia)           | Medalla de bronce  | 52 kg              |
| Campeonato Europeo |                                 |                    |                    |
| Año                | Lugar                           | Medalla            | Categoría          |
| 1988               | San Marino (San Marino)         | Medalla de oro     | 52 kg              |
| 1990               | Santa Cruz de Tenerife (España) | Medalla de plata   | 52 kg              |